# Агиос Теодорос (окръг Лимасол)
Агиос Теодо̀рос (на гръцки: Αγίος Θεοδώρος) е село в Кипър, окръг Лимасол. Според статистическата служба на Република Кипър през 2001 г. селото има 106 жители.